# Вулиця Олега Дідушка
Ву́лиця Оле́га Діду́шка — вулиця в Голосіївському районі міста Києва, місцевість Добрий Шлях. Пролягає від вулиці Добрий Шлях до вулиці Максима Рильського.
Прилучається провулок Владислава Заремби.

## Історія
Вулиця виникла в середині XX століття, під назвою 207-ма Нова. З 1944 року мала назву Стрілкова.
Сучасна назва на честь громадського активіста, військовослужбовця ЗСУ Олега Дідушка, який загинув захищаючи Україну від російського вторгнення на сході, — з 29 серпня 2024 року.